# Олександрівка (Вознесенський район)
Олександрівка — селище в Україні, в Олександрівській селищній громаді, Вознесенського району, Миколаївської області. З 2016 року — центр Олександрівської селищної громади.

## Географія
Відстань до районного центру — м. Вознесенськ — 15 км. Водні ресурси: р. Південний Буг.
Неподалік селища розташовані гранітні кар'єри, а також Олександрівський іхтіологічний заказник (на Олександрівському водосховищі).

## Історія
На початку 18 століття (1704) за часів Нової Січі на лівому березі Бугу засновано зимівник запорожців Бугогардівської паланки, який згодом дістав назву Олександрівської слободи.
В 1775 році після ліквідації Нової Січі до слободи перевели полк Бузького козацького війська. Цей полк загалом складався з молдован, які під час російсько — турецької війни 1768—1774 рр. перейшли на бік Росії. З того часу молдовани і становлять значну частину мешканців цього села. З 1968 року Олександрівка — селище міського типу, центр селищної ради.

## Демографія
Станом на 2019 рік населення складає  — 7423 мешканці, в тому числі: пенсіонерів — 2437 осіб. з них:
- ветеранів Другої світової війни — 15 осіб.
- людей з інвалідністю — 26 осіб.
- учасників бойових дій — 48 осіб.
- молоді віком до 20 років — 1500 осіб.

- - з них шкільного віку — 733 осіб.

Рівень народжуваності: на 1 тис. осіб — 12,3 осіб.
Рівень смертності: на 1 тис. осіб — 18,2 осіб.
Селищний голова — Бензар Микола Миколайович, працює на цій посаді з 12 листопада 2010 року. Депутатів — 26 осіб. Постійних депутатських комісій — 5. Виконавчий комітет — 15 осіб.

### Мова
Рідна мова населення за даними перепису 2001 року:
| Мова       | Чисельність, ос. | Доля     |
| ---------- | ---------------- | -------- |
| Українська | 5 534            | 93,10 %  |
| Російська  | 281              | 4,73 %   |
| Молдовська | 98               | 1,65 %   |
| Інші       | 31               | 0,52 %   |
| Разом      | 5 944            | 100,00 % |

## Економіка
На території селищної ради працюють промислові та сільськогосподарські підприємства, від яких надходять податки до місцевого бюджету:
- ТОВ «Олександрівський гранітний кар'єр»;
- ТОВ «Микитівський гранітний кар'єр»;
- ТОВ «Трикратський комбінат хлібопродуктів» «Кернел»;
- Будівельна компанія «Контакт — жилбуд» (ОЗЖБІ);
- ПП «Промбудматеріали» (ЖБК);
- ПРАТ АКЗ (Селікатної цегли);
- ТОВ «СТОУН» (Піщаний кар'єр);
- ПП «Укрінтерпостача»;
- ДГ «Агрономія».

## Заклади охорони здоров'я
- Олександрівська міська лікарня, до якої входять: амбулаторія, стаціонарне відділення на 40 ліжок; працює 62 медичних працівників. Побудована в 1967 році. Знаходилась на балансі Вознесенської Црл, з 2002 року передана на баланс селищної ради. Протягом 2004—2005 років газифіковано приміщення лікарні, підведений водопровід, проведено капітальні ремонти приміщень, водопровідної та каналізаційної мереж. Проведено капітальний ремонт амбулаторії за рахунок місцевого бюджету. Головний лікар — Ігнатьєва Оксана Миколаївна.

## Культура
- Будинок культури — збудований у 1963 році, був на балансі колишнього колгоспу імені Щорса, після Указу Президента « Про розпаювання земель та майна колективних сільськогосподарських підприємств» переданий на баланс селищної ради. У 2006—2007 роках за рахунок коштів місцевого бюджету виконано капітальний ремонт та газифікацію приміщення. У будинку культури, проведено благоустрій, побудовано танцювальний та дитячий майданчики на території Будинку культури. Працює 6 працівників: директор, 3 художній керівника, керівник духового оркестру, техпрацівник. Діють: народний ансамбль «Зорецвіт» під керівництвом Крижанівського Володимира Петровича, народний колектив «Імпресія», «Ізвораж», «Надвечіря», «Тріумф». Директор — Лазарєв Констянтин Андрійович.
- Дитяча школа мистецтв (керівник Ізбаш Інна Ігорівна). Навчається 86 учнів.

## Заклади соціального захисту населення
- Олександрівський центр праці та соціального захисту населення, створений у 1996 році. Завідувачка — Коваленко Валентина Анатоліївна. Працює 12 соціальних працівників.
- Стаціонарне відділення праці та соціального захисту населення на 20 осіб, створене в 1994 році. За час існування відділення центру проведено капітальний ремонт усіх приміщень, здійснено газифікацію, проведено централізований водогін та каналізаційну мережу. На утриманні знаходиться 18 осіб. Умови проживання відповідають сучасним вимогам. Завідувачка — Бешлик Галина Іванівна.

## Спорт
- Селищний стадіон — побудований в 2007—2008 роках за рахунок коштів місцевого бюджету.
- У 2006 році створено футбольний клуб «Олександрівка» — як самостійна юридична особа, який утримується за рахунок селищного бюджету та спонсорської допомоги. До складу футбольного клубу входять 3 команди: дитяча, юнацька та доросла, які систематично беруть участь в обласних та районних змаганнях. У 2007 році доросла команда ФК «Олександрівка» зайняла перше місце в першості області в групі «Північ». Всі футболісти забезпечені спортивним інвентарем та формою.
- Брати Бортники Микола та Олександр — майстри спорту України з шахів. Микола — український шахіст, міжнародний гросмейстер. Чемпіон України до 10 років (2004). Чемпіон України до 18 років, 3 місце на «IV шаховому турнірі у Палеохорі» (до 18 років) (2011). Чемпіон України до 18 років з класичних та швидких шахів (2012). Чемпіон України до 20 років (класичні шахи), срібний призер чемпіонату України до 20 років (бліц) (2013)[3]. Олександр — український шахіст, міжнародний гросмейстер (2015). Чемпіон світу з шахів до 18 років (2014).

## Релігія
- Олександрівська Свято-Покровська церква, збудована в 1996 році за рахунок коштів жителів та підприємств територіальної громади. Настоятель о. Бондарук Юрій Михайлович.

## Освіта

### Дошкільні заклади
- Дитячий садок № 1 — «Вербичка». Завідувачка — Палій Ольга Василівна.
- Дитячий садок № 2 — «Калинонька». Завідувачка — Філінок Наталя Петрівна.
- Дитячий садок № 4 — «Веселка». Завідувачка — Галькович Вікторія Сергіївна.

Дитячі заклади загалом відвідує 195 дітей.

### Школа
- Олександрівський ліцей імені Т. Г. Шевченка, заснований 1 вересня 1964 року, протягом 2004—2007 років проведено газифікацію та капітальний ремонт Олександрівської ЗОШ за рахунок коштів «Ташлицької Програми соціального розвитку прилеглих територій». В школі навчається 748 учнів, працює 63 вчителя. Директор школи — Бензар Олег Сергійович.

## Комунальне господарство
У підпорядкуванні селищної ради знаходиться КП «Орбіта», яке займається водогінно-каналізаційною мережею та вивозом сміття, на балансі якої перебуває 6 артезіанських свердловин та автомобільний парк. Керівник КП «Орбіта» — Хомяк Євген Михайлович.
Згідно діючого законодавства проведена реєстрація комунальних підприємств — ДНЗ та лікарні у державного реєстратора та в управлінні Державного Казначейства в Вознесенському районі. Бюджет селищної ради формується з урахуванням установ освіти та охорони здоров'я, на основі розроблених бюджетів кожної установи окремо, на основі представлених первинних документів та розрахованих кошторисів і обраховується в загальний бюджет селищної ради, який затверджується сесією селищної ради в цілому і по розпорядникам коштів окремо.
Апарат управління, депутатський корпус та громада Олександрівської селищної ради сподівається на реформування системи місцевого самоврядування, яке надасть управлінським органам нижчого рівня більше повноважень у цільовому використання бюджетних коштів, дасть можливість самостійно та більш оперативно і ефективно вирішувати проблемні питання місцевого значення в межах Конституції і законів України.

## Відомі люди
- Бензар Микола Миколайович — селищний голова Олександрівки з 12 листопада 2010 року.
- Бодюл Іван Іванович — український, молдовський радянський державний діяч, у 1961—1980 — перший секретар ЦК КП Молдавської РСР.
- Бортник Микола Миколайович (нар. 13 січня 1994) — український шахіст, міжнародний гросмейстер[3].
- Бортник Олександр Миколайович (нар. 18 жовтня 1996) — український шахіст, міжнародний гросмейстер.
- Москаленко Михайло Миколайович — український політик, голова Миколаївської обласної ради з 30 березня 2001 до травня 2006 року. Член Народної партії.
- Рябко Іван Іванович — український військовик, солдат Збройних сил України, загинув під час російського вторгнення в Україну.

## Галерея

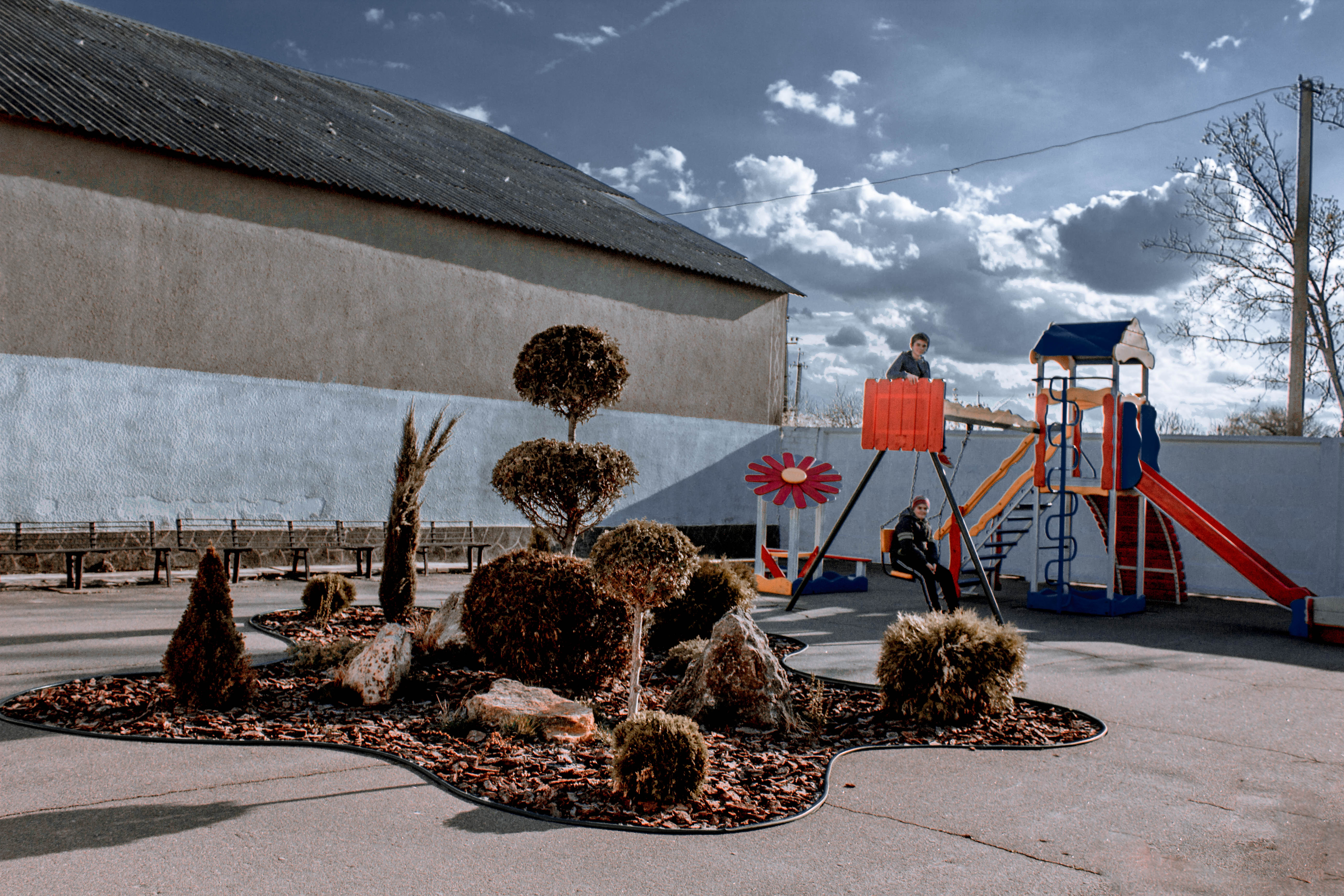
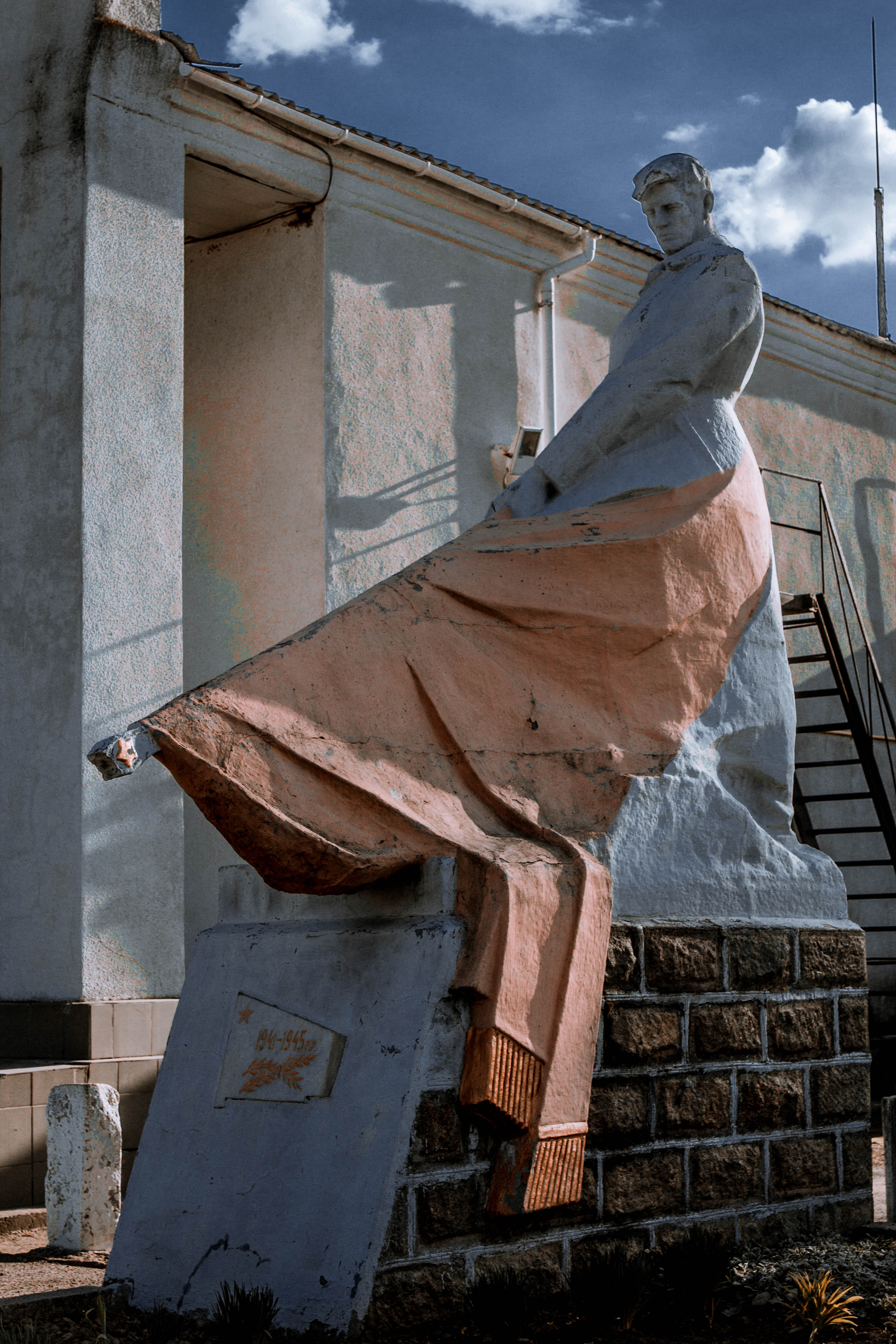
Братське поховання
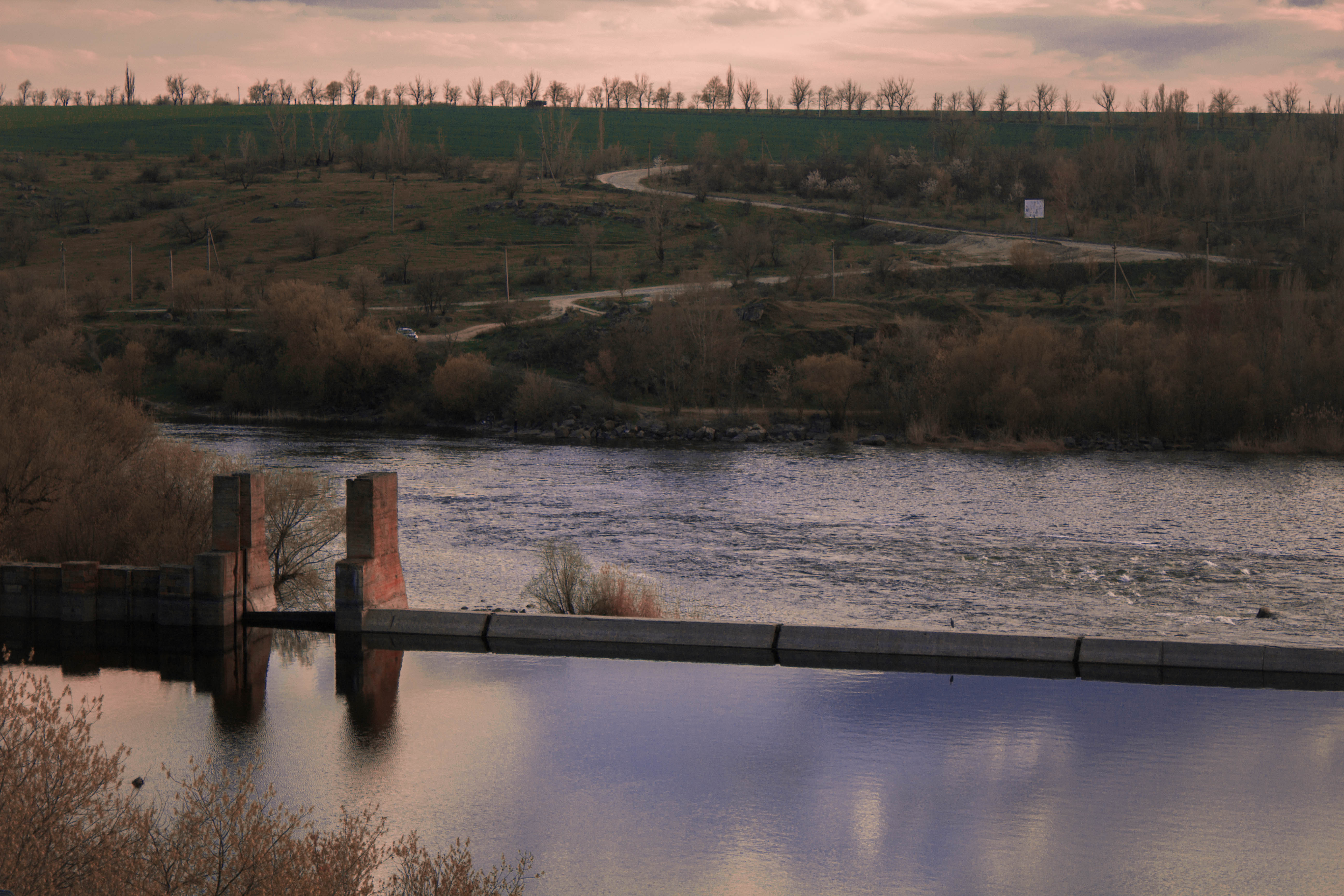
Краєвид
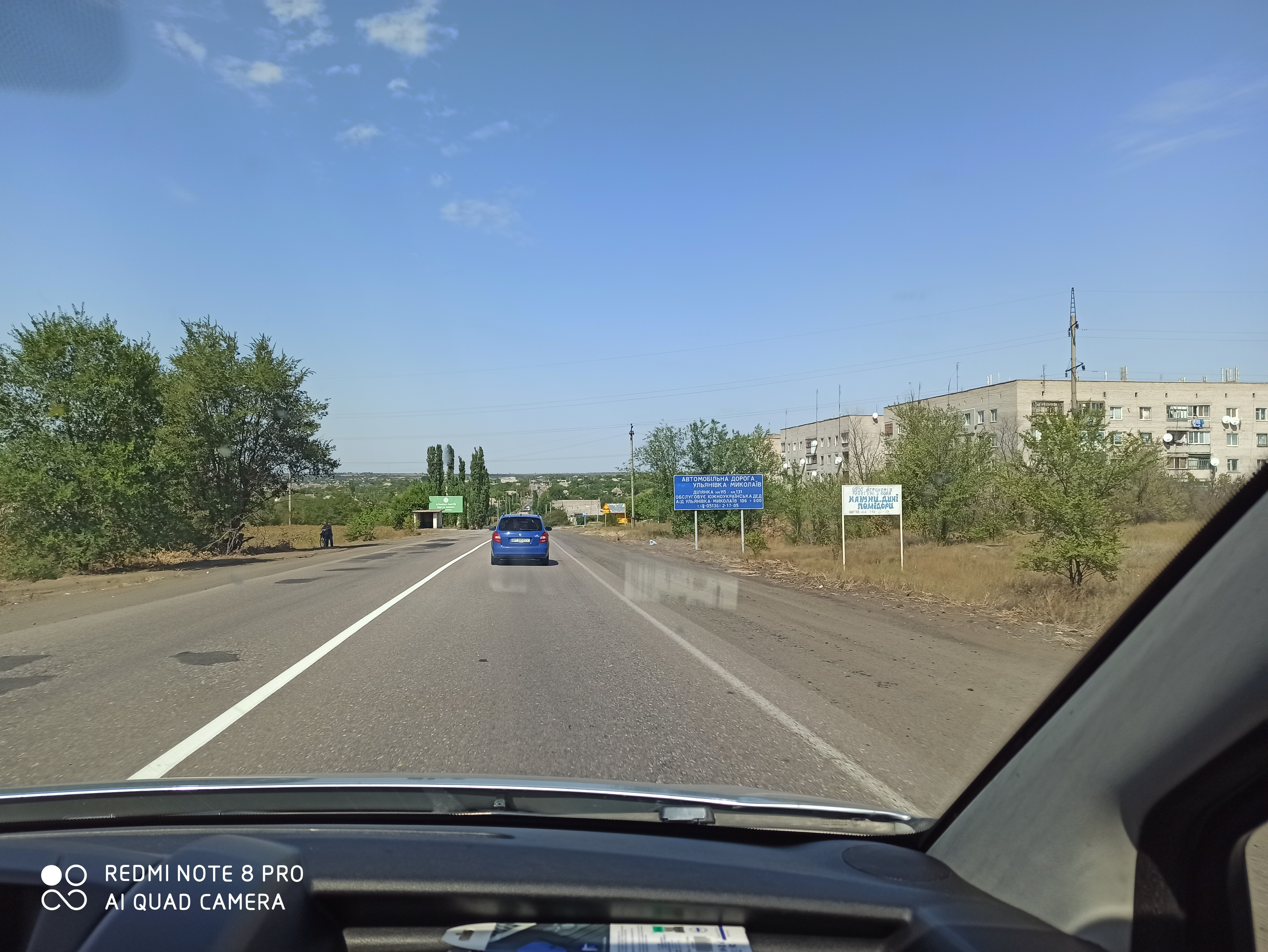
Автошлях Н 24, що прямує через селище
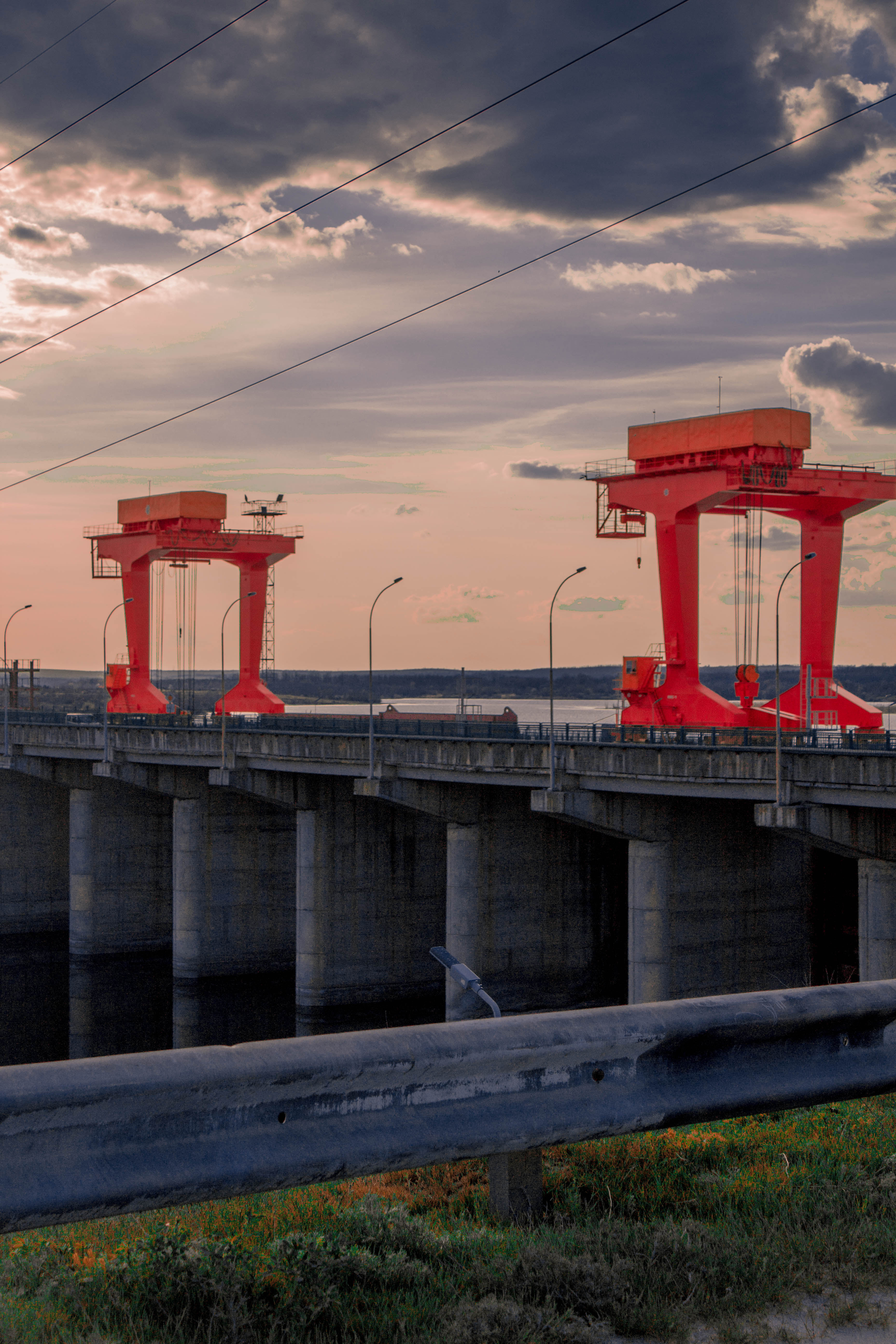
Олександрівська ГЕС